# Татарська Тавла
Татарська Тавла́ (рос. Татарская Тавла, ерз. Татарская Тавла) — село у складі Лямбірського району Мордовії, Росія. Адміністративний центр та єдиний населений пункт Татарсько-Тавлинського сільського поселення.

## Населення
Населення — 794 особи (2010; 806 у 2002).
Національний склад (станом на 2002 рік):
- татари — 100 %